# Takuma Asano
Takuma Asano (浅野 拓磨 Asano Takuma?) (Komono, Mie, Japón, 10 de noviembre de 1994) es un futbolista japonés que juega de delantero en el R. C. D. Mallorca.

## Trayectoria

### Sanfrecce Hiroshima
En 2013 firmó su primer contrato como profesional con Sanfrecce Hiroshima. Su debut se produjo cuando ingresó en un partido por Gakuto Notsuda. Pasó a ganar la J1 League en su temporada inaugural, mientras hacía sólo una aparición en la liga. El delantero terminó su primer año en el club levantando la Supercopa de Japón por primera vez. Luego, obtuvo la copa una vez más en 2014 y 2015, mientras empezaba a tener mayor participación dentro del equipo.
Convirtió su primer gol en la J1 League ante F. C. Tokyo el 18 de abril de 2015. El 5 de diciembre, en la final de vuelta del campeonato ante Gamba Osaka, ingresó por Hisato Satō y convirtió el gol del título del Hiroshima, lo que le valió ser galardonado con el premio al Mejor Jugador Joven de la J. League 2015.
En la temporada 2016 pasó a usar la camiseta con el número 10. El 16 de marzo contribuyó a la primera victoria de Sanfrecce Hiroshima en la Liga de Campeones de la AFC, cuando marcó dos goles a Buriram United F.C. en la tercera fecha de la fase de grupos.

### Arsenal
El 3 de julio de 2016, Asano fue anunciado como el segundo refuerzo del Arsenal de la temporada. sujeto a una autorización médica e internacional, uniéndose a Granit Xhaka en el Emirates Stadium. El entrenador Arsène Wenger lo describió como “un delantero joven con talento y mucho más en el futuro”. Sin embargo, el permiso de trabajo de Asano fue rechazado para jugar en la Premier League.

### Cesiones a Alemania
El 26 de agosto de 2016 fue cedido a VfB Stuttgart hasta el final de la temporada, con una opción para un año más.
Después de estar cedido dos temporadas en el VfB Stuttgart, el Arsenal lo volvió a ceder a Alemania, en esta ocasión, al Hannover 96. Regresó al Arsenal al término de la temporada 2018-19, luego de que el club alemán no ejerciera su opción de compra.

### Partizán
En agosto de 2019 abandonó el Arsenal F. C. tras ser traspasado al Partizán de Belgrado a cambio de un millón de euros. Se marchó de la entidad serbia a inicios de mayo de 2021 tras rescindir su contrato.

### Regreso a Alemania y etapa en España
A finales de junio de 2021 se hizo oficial su vuelta al fútbol alemán para jugar en el VfL Bochum. En su última temporada marcó seis goles en 29 partidos.
El 6 de junio de 2024 fichó por el R. C. D. Mallorca con un contrato de dos años, siendo de este modo el cuarto japonés en la historia del club.

## Selección nacional
El 7 de mayo de 2015 el entrenador de Japón Vahid Halilhodžić lo convocó para un capacitación de dos días. El 23 de julio de ese año fue llamado otra vez para el próximo Campeonato de Fútbol del Este de Asia. Asano marcó su primer gol el 3 de junio de 2016 en la Copa Kirin 2016 en una victoria 7-2 ante Bulgaria.
Participó en el Mundial de Catar de 2022. En el partido de fase de grupos ante Alemania anotó un gol en el minuto 38 del segundo tiempo para dar la victoria al equipo japonés por 2 a 1. Volvió a marcarle un gol al seleccionado alemán en un partido amistoso que finalizó con victoria de Japón por 4-1.

### Participaciones en Copas del Mundo
| Mundial      | Sede  | Resultado        | Partidos | Goles |
| ------------ | ----- | ---------------- | -------- | ----- |
| Mundial 2022 | Catar | Octavos de final | 4        | 1     |

## Estadísticas

### Clubes
Actualizado al último partido disputado el 17 de septiembre de 2024.
| Club                        | Div.          | Temporada     | Liga  | Liga  | Liga   | Copas nacionales | Copas nacionales | Copas nacionales | Copas internacionales | Copas internacionales | Copas internacionales | Total | Total | Total  |
| Club                        | Div.          | Temporada     | Part. | Goles | Asist. | Part.            | Goles            | Asist.           | Part.                 | Goles                 | Asist.                | Part. | Goles | Asist. |
| --------------------------- | ------------- | ------------- | ----- | ----- | ------ | ---------------- | ---------------- | ---------------- | --------------------- | --------------------- | --------------------- | ----- | ----- | ------ |
| Sanfrecce Hiroshima Japón   | 1.ª           | 2013          | 1     | 0     | 0      | 5                | 0                | 0                | —                     | —                     | —                     | 6     | 0     | 0      |
| Sanfrecce Hiroshima Japón   | 1.ª           | 2014          | 11    | 0     | 1      | 3                | 1                | 0                | 6                     | 0                     | 0                     | 20    | 1     | 1      |
| Sanfrecce Hiroshima Japón   | 1.ª           | 2015          | 34    | 9     | 6      | 10               | 8                | 1                | 4                     | 1                     | 1                     | 48    | 18    | 8      |
| Sanfrecce Hiroshima Japón   | 1.ª           | 2016          | 14    | 4     | 4      | 1                | 1                | 0                | 4                     | 3                     | 0                     | 19    | 8     | 4      |
| Sanfrecce Hiroshima Japón   | Total club    | Total club    | 60    | 13    | 11     | 19               | 10               | 1                | 14                    | 4                     | 1                     | 93    | 27    | 13     |
| J. League sub-22 Japón      | 3.ª           | 2014          | 2     | 0     | 1      | —                | —                | —                | —                     | —                     | —                     | 2     | 0     | 1      |
| J. League sub-22 Japón      | 3.ª           | 2015          | 1     | 0     | 0      | —                | —                | —                | —                     | —                     | —                     | 1     | 0     | 0      |
| J. League sub-22 Japón      | Total club    | Total club    | 3     | 0     | 1      | 0                | 0                | 0                | 0                     | 0                     | 0                     | 3     | 0     | 1      |
| VfB Stuttgart · Alemania    | 1.ª           | 2016-17       | 26    | 4     | 4      | 1                | 0                | 0                | —                     | —                     | —                     | 27    | 4     | 4      |
| VfB Stuttgart · Alemania    | 1.ª           | 2017-18       | 15    | 1     | 0      | 3                | 0                | 0                | —                     | —                     | —                     | 18    | 1     | 0      |
| VfB Stuttgart · Alemania    | Total club    | Total club    | 41    | 5     | 4      | 4                | 0                | 0                | 0                     | 0                     | 0                     | 45    | 5     | 4      |
| VfB Stuttgart II · Alemania | 4.ª           | 2017-18       | 2     | 1     | 1      | —                | —                | —                | —                     | —                     | —                     | 2     | 1     | 1      |
| VfB Stuttgart II · Alemania | Total club    | Total club    | 2     | 1     | 1      | 0                | 0                | 0                | 0                     | 0                     | 0                     | 2     | 1     | 1      |
| Hannover 96 · Alemania      | 1.ª           | 2018-19       | 13    | 0     | 0      | 2                | 1                | 0                | —                     | —                     | —                     | 15    | 1     | 0      |
| Hannover 96 · Alemania      | Total club    | Total club    | 13    | 0     | 0      | 2                | 1                | 0                | 0                     | 0                     | 0                     | 15    | 1     | 0      |
| Partizán de Belgrado Serbia | 1.ª           | 2019-20       | 23    | 4     | 4      | 4                | 2                | 0                | 10                    | 3                     | 1                     | 37    | 9     | 5      |
| Partizán de Belgrado Serbia | 1.ª           | 2020-21       | 33    | 18    | 7      | 4                | 3                | 1                | 3                     | 0                     | 1                     | 40    | 21    | 9      |
| Partizán de Belgrado Serbia | Total club    | Total club    | 56    | 22    | 11     | 8                | 5                | 1                | 13                    | 3                     | 2                     | 77    | 30    | 14     |
| VfL Bochum · Alemania       | 1.ª           | 2021-22       | 27    | 3     | 4      | 4                | 0                | 0                | —                     | —                     | —                     | 31    | 3     | 4      |
| VfL Bochum · Alemania       | 1.ª           | 2022-23       | 25    | 3     | 2      | 2                | 1                | 0                | —                     | —                     | —                     | 27    | 4     | 2      |
| VfL Bochum · Alemania       | 1.ª           | 2023-24       | 31    | 6     | 1      | 1                | 1                | 0                | —                     | —                     | —                     | 32    | 7     | 1      |
| VfL Bochum · Alemania       | Total club    | Total club    | 83    | 12    | 7      | 7                | 2                | 0                | 0                     | 0                     | 0                     | 90    | 14    | 7      |
| R. C. D. Mallorca · España  | 1.ª           | 2024-25       | 6     | 0     | 0      | 0                | 0                | 0                | —                     | —                     | —                     | 6     | 0     | 0      |
| R. C. D. Mallorca · España  | Total club    | Total club    | 6     | 0     | 0      | 0                | 0                | 0                | 0                     | 0                     | 0                     | 6     | 0     | 0      |
| Total carrera               | Total carrera | Total carrera | 264   | 53    | 35     | 40               | 18               | 2                | 27                    | 7                     | 3                     | 331   | 78    | 40     |

## Palmarés

### Títulos nacionales
| Título             | Club                | País     | Año  |
| ------------------ | ------------------- | -------- | ---- |
| Supercopa de Japón | Sanfrecce Hiroshima | Japón    | 2013 |
| J1 League          | Sanfrecce Hiroshima | Japón    | 2013 |
| Supercopa de Japón | Sanfrecce Hiroshima | Japón    | 2014 |
| J1 League          | Sanfrecce Hiroshima | Japón    | 2015 |
| Supercopa de Japón | Sanfrecce Hiroshima | Japón    | 2016 |
| 2. Bundesliga      | VfB Stuttgart       | Alemania | 2017 |

### Títulos internacionales
| Título                      | Club (*)                  | Sede  | Año  |
| --------------------------- | ------------------------- | ----- | ---- |
| Campeonato Sub-23 de la AFC | Selección sub-23 de Japón | Catar | 2016 |

(*) Incluyendo la selección

### Distinciones individuales
| Distinción                     | Año  |
| ------------------------------ | ---- |
| Novato del Año de la J. League | 2015 |